# Уніау (Сан-Лоуреншу)
Жувентуде Футебул Клубе або просто Жувентуде (порт. Juventude Futebol Clube) — професіональний кабо-вердський футбольний клуб з міста Сан-Феліпе, на острові Фогу. Крім футбольної в клубу функціонують баскетбольна, волейбольна та легкоатлетична секції.

## Історія
В перші роки свого існування команда виступала під назвою «Аполу».

## Статистика виступів у чемпіонатах
| Сезон   | Див | Міс | О  | Іг. | В | Н | П  | ЗМ | ПМ | РМ  |
| 2013-14 | 2   | 8   | 14 | 18  | 4 | 2 | 12 | 22 | 49 | -27 |
| 2014-15 | 2   | 9   | 9  | 18  | 3 | 0 | 15 | 19 | 61 | -42 |